# Thời đại
Thời đại (thời kỳ) là khoảng thời gian để chỉ xu thế và nội dung phát triển trên các phương diện kinh tế, văn hóa, khoa học, kỹ thuật, công nghệ.

## Khái niệm
Thời đại là khái niệm kinh tế - chính trị - xã hội khái quát tiến trình phát triển của lịch sử loài người, là thời gian dài chỉ sự phân kỳ lịch sử xã hội và để phân biệt nấc thang phát triển của hình thái kinh tế - xã hội mà theo đó nấc thang cao hơn sẽ tiến bộ hơn nấc thang cũ, mở đường cho sự phát triển thời đại mới.

## Cơ sở phân chia thời đại
- Theo tiêu chí sinh học và kỹ thuật, Giambattista Vico (Italia, 1668-1744) phân chia thời đại như các thời kỳ của một đời người: thơ ấu, thanh niên, trung niên và tuổi già.
- Theo yếu tố kỹ thuật: Thời đại đồ đá, đồ sắt[2], đồ đồng, cối xay gió, máy hơi nước, tên lửa, vũ trụ, tin học...
- Theo yếu tố đặc thù của xã hội, Hegel căn cứ tiêu chí tự do đã chia ra: thế giới phương đông, thời kỳ cổ đại, thế giới German.
- Theo Charles Fourier (1772-1837): mông muội, dã man, gia trưởng, văn minh.
- Theo các nền văn minh, Samuel P. Huntington (Mỹ) cho rằng loài người có 8 nền văn minh: Phương Tây, Trung Hoa, Nhật Bản, Mỹ Latinh, Chính thống giáo, Hồi giáo, Ấn Độ, Châu Phi.
- Theo Alvin Toffler (Mỹ): Văn minh nông nghiệp, công nghiệp, hậu công nghiệp.
- Theo Chủ nghĩa Marx, tiêu chí phân chia thời đại là hình thái kinh tế - xã hội.

## Thời đại theo hình thái kinh tế - xã hội
Theo chủ nghĩa Marx - Lenin thì loài người đã và đang trải qua những thời đại sau:
1. Thời đại cộng sản nguyên thủy (công xã nguyên thủy)
2. Thời đại chiếm hữu nô lệ
3. Thời đại phong kiến
4. Thời đại tư bản chủ nghĩa
5. Thời đại xã hội chủ nghĩa

## Bài liên quan
- Thời đại đồ đá cũ